# Secretarul general al Consiliului Europei
Secretarul general al Consiliului Europei (în franceză Secrétaire général du Conseil de l'Europe) este ales de Adunarea Parlamentară a Consiliului Europei dintr-o listă propusă de Comitetul de Miniștri al Consiliului Europei, pentru un mandat de cinci ani.
Secretarul general are responsabilitatea de a susține golurile care au stat la baza înființării Consiliului la data de 5 mai 1949, anume de a obține o mai mare unitate între statele membre cu scopul de a salvgarda idealurile și principiile comune tuturora și pentru a facilita progresul lor economic și social. 
Chiar dacă puterile secretarului general nu sunt delimitate cu certitudine, în practică cel ce deține poziția are îndatorirea de a manageria programul de muncă al Consiliului, bugetul său, și de a supraveghia modul de desfășurare al activităților Comitetului și Adunării. 

## Listă de secretari generali
| Țară             | Imagine | Nume                    | Data începerii mandatului | Data încheierii mandatului |
| ---------------- | ------- | ----------------------- | ------------------------- | -------------------------- |
| Franța           |         | Jacques Camille Paris   | 11 august 1949            | 17 iulie 1953              |
| Franța           |         | Léon Marchal            | 21 septembrie 1953        | 24 septembrie 1956         |
| Italia           |         | Lodovico Benvenuti      | 19 septembrie 1957        | 15 martie 1964             |
| Regatul Unit     |         | Peter Smithers          | 16 martie 1964            | 15 septembrie 1969         |
| Austria          |         | Lujo Tončić-Sorinj      | 16 septembrie 1969        | 16 septembrie 1974         |
| Germania de Vest |         | Georg Kahn-Ackermann    | 17 septembrie 1974        | 17 septembrie 1979         |
| Austria          |         | Franz Karasek           | 1 octombrie 1979          | 1 octombrie 1984           |
| Spania           |         | Marcelino Oreja Aguirre | 1 octombrie 1984          | 1 iunie 1989               |
| Franța           |         | Catherine Lalumière     | 1 iunie 1989              | 1 iunie 1994               |
| Suedia           |         | Daniel Tarschys         | 1 iunie 1994              | 1 septembrie 1999          |
| Austria          |         | Walter Schwimmer        | 1 septembrie 1999         | 1 septembrie 2004          |
| Regatul Unit     |         | Terry Davis             | 1 septembrie 2004         | 1 septembrie 2009          |
| Norvegia         |         | Thorbjørn Jagland       | 1 octobrie 2009           | 18 septembrie 2019         |
| Croația          |         | Marija Pejčinović Burić | 18 septembrie 2019        | 18 septembrie 2024         |
| Elveția          |         | Alain Berset            | 18 septembrie 2024        | În oficiu                  |